# Athanase Auger
Pour les articles homonymes, voir Auger.
Athanase Auger, né le 12 décembre 1734 à Paris où il est mort le 7 février 1792, est un pédagogue, helléniste et traducteur français.

## Biographie
Prêtre du diocèse de Paris, maître ès arts mais candidat refusé à l’agrégation de belles-lettres à l’université de Paris en 1766, l’abbé Auger est professeur de rhétorique au collège royal de Rouen du 1er juillet 1762 à 1776 et grand vicaire de l’évêque de Lescar. 
Il est pourvu de la cure de Brécé, le 16 février 1766, il s’en démit le lendemain, pour accepter celle d’Ambrières. L’abbé Angot ne sait dire s’il exerça aucune fonction dans sa paroisse. Il s’en démit, en tous cas, le 20 mai 1767, en faveur de son collègue Jacques-Claude des Nos. Il reprit à Rouen, et non à Paris, sa classe de rhétorique, puis vient en 1776, s’établir à Paris.
Il a traduit les orateurs et historiens grecs, notamment les œuvres complètes de Démosthène, Eschine, Isocrate, et Lysias, ainsi que Andocide, Antiphon, Démade, Dinarque, Hérodote, Isée, Lycurgue, Thucydide, Xénophon. Il a traduit également les pères de l’Église Basile de Césarée et Jean Chrysostome, ainsi que les Discours de Cicéron et la Constitution des Romains sous les rois et au temps de la République, cette dernière série d’ouvrages en dix volumes étant parue à titre posthume en 1792.
Partisan modéré de la Révolution et admirateur de Rousseau, l’abbé Auger est également l’auteur de réflexions sur les réformes politiques et pédagogiques qu’il souhaitait voir traduites dans les institutions, notamment dans le domaine de l’instruction civique et de l’éducation des femmes. À l’époque de la convocation des États généraux, il avait écrit un mémoire sur l’éducation intitulé : Projet d’éducation générale pour le royaume (Paris, Didot, 1789, in-8°, 64 p.)
Membre de l’Académie de Rouen, il était devenu membre associé de l’Académie royale des inscriptions et belles-lettres en 1781.

## Anecdote
Afin d’illustrer les mœurs de province, Stendhal a reproduit dans ses Mémoires d’un touriste  un curieux article du Constitutionnel, intitulé Épisodes de la vie d’Athanase Auger publiés par sa nièce, qui décrit une réunion de famille à laquelle assistent le vicaire et son évêque, le comte de Noé. La nièce écrit : « M. le comte de Noé était un homme magnifique et de taille, et de figure, et de maintien. Sa tournure noble et distinguée, lorsqu’il avait revêtu ses habits sacerdotaux, provoquait l’admiration de tous ceux qui l’apercevaient ; pour son grand vicaire, il était petit, maigre et fort laid. » On voit aussi les deux prélats danser une ronde en famille et le vicaire accepter, pour un jour seulement et à son corps défendant, de tutoyer son évêque.

## Publications
- De la tragédie grecque, posthume ;
- Harangues d’Eschine et de Démosthène sur la Couronne, Rouen, Lallemant, 1768, in-12 ;
- De la Constitution des Romains sous les Rois et au temps de la République, Paris, 1792, 3 vol., in-8 ;

Publications politiques et pédagogiques
- Discours sur l’Éducation, prononcés au Collège Royal de Rouen, suivis de Notes tirées des meilleurs Auteurs anciens et modernes ; auxquels on a joint des Réflexions sur l’Amitié (Rouen, Leboucher, 1775) ;
- Réflexions sur le pouvoir exécutif (1785-1795) ;
- Moyens d’assurer la Révolution, d’en tirer le plus grand parti pour le bonheur et la prospérité de la France (1789) ;
- Projet d’éducation pour tout le royaume, précédé de quelques réflexions sur l’Assemblée nationale, Paris, Didot, 1789, in-8°, 64 p. Texte en ligne ;
- Catéchisme du citoyen françois, composé de l’esprit et de la lettre de la nouvelle Constitution (1791) ;
- Sur les Gouvernemens en général, et en particulier sur celui qui nous convient (s. d.) Texte en ligne.
- Plan d'organisation des écoles nationales, Paris, Imprimerie nationale, in-8°, 1791, VIII-44 p. Texte en ligne ;

## Sources
- « Athanase Auger », dans Alphonse-Victor Angot et Ferdinand Gaugain, Dictionnaire historique, topographique et biographique de la Mayenne, Laval, A. Goupil, 1900-1910 [détail des éditions] (BNF 34106789, présentation en ligne), t. IV, p. 18.